# Thomas Straßner
Thomas Straßner (* 1964 in Nürnberg) ist ein deutscher Chemiker.

## Leben
Nach der allgemeinen Hochschulreife 1983 diente Straßner 15 Monate als Transportsoldat in der Nachschubkompanie der Bundeswehr. 1984 immatrikulierte er sich an der Friedrich-Alexander-Universität Erlangen-Nürnberg (FAU Erlangen-Nürnberg) im Diplomstudiengang Chemie. Das Studium schloss er 1990 mit einer Diplomarbeit über „Makrocyclen mit Diphenylmethaneinheiten, Synthese und Konformation potentieller Wirtverbindungen“ bei Paul von Ragué Schleyer und Martin Feigel ab. 1994 wurde er an der FAU Erlangen-Nürnberg promoviert. Mentoren seiner Dissertation mit dem Titel „Cyclophane aus Diisocyanaten – Synthese, experimentelle und theoretische Konformationsanalyse“ waren Paul von Ragué Schleyer und Martin Feigel.
Ab November 1994 vertrat er eine C3-Professur am Institut für Organische Chemie der TU Dresden. Im Oktober 1996 ging er in die Vereinigten Staaten, um sich Forschungen im Arbeitskreis von Kendall Houk an der University of California, Los Angeles (UCLA) zu widmen. Ab November 1998 arbeitete er im Umfeld von Wolfgang A. Herrmann an seiner Habilitation an der TU München zum Thema „Untersuchungen zur C-H-Aktivierung von Kohlenwasserstoffen: Verknüpfung von Experiment und Theorie“, welche er 2002 abschloss und danach zum Privatdozenten ernannt wurde. Von April 2002 bis zum Dezember 2003 war als Vertreter der C3-Professur an der TU Dresden tätig. Seit Januar 2004 ist er ordentlicher Professor für „Physikalische Organische Chemie“ an der TU Dresden.
Zu seinen Forschungsinteressen gehören Metallkomplexe N-heterocyclischer Carbene, Homogenkatalytische Reaktionen, Quantenchemie, Reaktionsmechanismen, Triplettemitter für OLEDs, CH-Aktivierung und ionische Flüssigkeiten.

## Publikationen
- Cyclophane aus Diisocyanaten: Synthese, experimentelle und theoretische Konformationsanalyse. Dissertation, Universität Erlangen-Nürnberg, 1994
- Electronic Structure and Reactivity of Metal Carbenes. In: Karl Heinz Dötz (Hrsg.): Metal Carbenes in Organic Synthesis (= Topics in Organometallic Chemistry, Band 13). Springer Verlag, Berlin, Heidelberg und New York 2004, ISBN 3-540-21833-5, S. 1–20, doi:10.1007/b98761
- The Role of NHC Ligands in Oxidation Catalysis. In: Franc Meyer und Christian Limberg (Hrsg.): Organometallic Oxidation Catalysis - The Role of NHC Ligands in Oxidation Catalysis (= Topics in Organometallic Chemistry, Band 22). Springer Verlag, Berlin, Heidelberg und New York 2007, ISBN 978-3-540-37209-7, S. 125–148, doi:10.1007/3418_040